# Frise
Frise (picardisch: Frisse) ist eine nordfranzösische Gemeinde mit 176 Einwohnern (Stand 1. Januar 2022) im Département Somme in der Region Hauts-de-France. Die Gemeinde gehört zum Arrondissement Péronne und ist Teil der Communauté de communes du Pays du Coquelicot.

## Geographie
Die Gemeinde am linken Ufer der hier mäandrierenden und durch Teiche (Marais de Frise) erweiterten Somme, die hier den flachen, vom Canal de la Somme durchschnittenen Umlaufberg Fond de l’Ile bildet, liegt rund neun Kilometer östlich von Bray-sur-Somme. Sie erstreckt sich nach Süden bis zur Départementsstraße 1. Zu Frise gehört der Weiler La Grenouillère. Entlang des Steilufers wurde Stein gebrochen.

## Geschichte
Frise lag im Ersten Weltkrieg an der Frontlinie und wurde stark zerstört. Vor allem in der Montagne de Frise (heute Biotop-/Artenschutzgebiet der International Union for Conservation of Nature and Natural Resources-Kategorie IV) fanden schwere Kämpfe statt.
Die Gemeinde erhielt als Auszeichnung das Croix de guerre 1914–1918.

## Einwohner
| 1962 | 1968 | 1975 | 1982 | 1990 | 1999 | 2006 | 2018 |
| ---- | ---- | ---- | ---- | ---- | ---- | ---- | ---- |
| 153  | 145  | 112  | 131  | 129  | 158  | 178  | 181  |

## Sehenswürdigkeiten
- Kirche Saint-Pierre

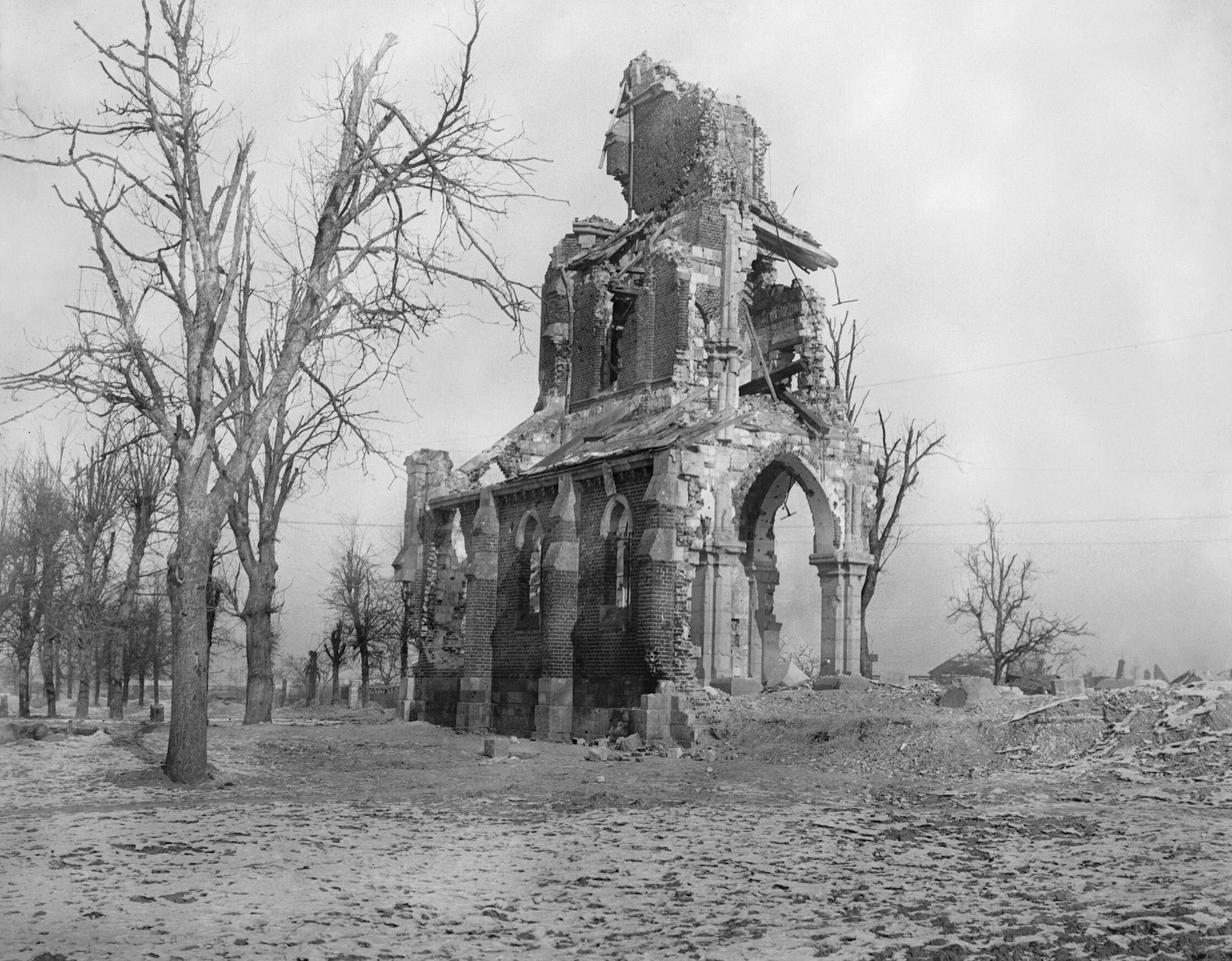
Zerstörte Kirche Saint-Pierre 1917
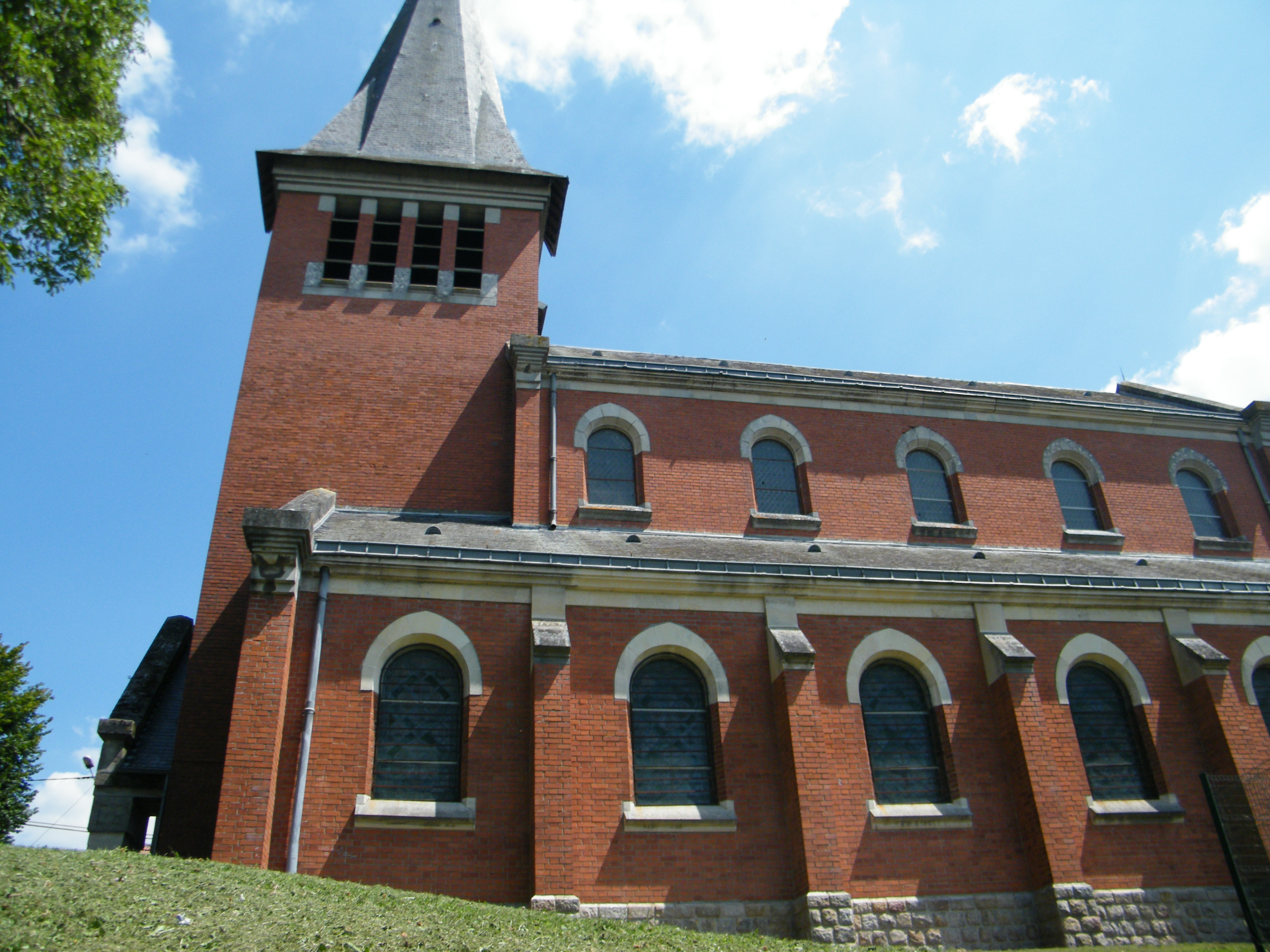
Kirche Saint-Pierre 2014

## Persönlichkeiten
- Blaise Cendrars, Schweizer Schriftsteller französischer Sprache und Abenteurer (1887–1961), wurde 1915 in Frise verwundet